# Jütländer
Der Jütländer ist eine dänische Kaltblutpferderasse, die bereits seit Jahrhunderten mit unterschiedlichen Zielrichtungen gezüchtet wird. Aufgrund ihrer Fuchsfarbe mit hellem Langhaar und Behang sehen ihre Vertreter dem schweren Haflingertyp sehr ähnlich.
Hintergrundinformationen zur Pferdebewertung und -zucht finden sich unter: Exterieur, Interieur und Pferdezucht.

## Exterieur
Schweres Arbeitspferd im kräftigen Typ mit eher grobem, massivem Schädel, langen Ohren und freundlichem Ausdruck. Der Hals ist gerade und kurz, die Schulter steil und extrem breit ausgeprägt. Bei tiefem und breitem Rumpf kaum ausgeprägter Widerrist. Das kompakte Mittelstück mit der ausgeprägten Rippenwölbung geht in eine extrem kräftige, runde Kruppe mit einer abfallenden Linie über. Das massive Fundament wird von kurzen Beinen mit breiten Gelenken, flachen Hufen und einem üppigen Behang geprägt.

## Interieur
Die Bewegungen des Jütländers weisen eifrige Aktionen mit einem guten Trab bei großer Zugkraft auf.

## Zuchtgeschichte
Der Jütländer, der bereits im Mittelalter bei den Rittern begehrt war, geht auf die schweren Pferde der nordeuropäischen Niederungen zurück. Im 16. Jahrhundert wurde er an Popularität durch den Frederiksborger überflügelt und von da an fand der Jütländer nur noch seinen Einsatz in der Landwirtschaft.
Im 19. Jahrhundert wurde dem Jütländer vermehrt Blut der Rassen Cleveland Bay, Frederiksborger und Yorkshire Roadster zugeführt um die Gängigkeit der Rasse zu fördern. Später ging man dazu über Verkreuzungen mit Shires, Clydesdales und Suffolks vorzunehmen, um nun vermehrt wieder Masse einzuzüchten. Ein Wandel in der unbeständigen Zuchtpolitik ergab sich erst nach dem Einsatz des englischen Kaltbluthengstes Oppenheim, der vermutlich ein Shire oder Suffolk war. Er vererbte neben seiner dunklen Fuchsfärbung auch die gewünschte Qualität und wurde so zum Stammvater des modernen Jütländers.
Am Beginn des 20. Jahrhunderts wurde erneut eine Blutauffrischung vorgenommen. Diesmal kamen jedoch Ardenner zum Einsatz.